# Роман Шишкин
Роман Александарович Шишкин (рус. Роман Александрович Шишкин; 27. јануар 1987, Вороњеж) руски је фудбалер који игра на позицији десног бека и тренутно наступа за Торпедо из Москве.